# Мертінешть (Вранча)
Мертінешть, Мертінешті (рум. Mărtinești) — село у повіті Вранча в Румунії. Входить до складу комуни Тетерану.
Село розташоване на відстані 151 км на північний схід від Бухареста, 23 км на південь від Фокшан, 57 км на захід від Галаца, 132 км на схід від Брашова.

## Населення
За даними перепису населення 2002 року у селі проживали 732 особи. Усі жителі села рідною мовою назвали румунську.
Національний склад населення села:
| Національність | Кількість осіб | Відсоток |
| -------------- | -------------- | -------- |
| румуни         | 724            | 98,9%    |
| цигани         | 8              | 1,1%     |